# Европейский маршрут E48
Европейский маршрут Е48 — европейский автомобильный маршрут категории А, соединяющий города Швайнфурт (Германия) и Прага (Чехия). Длина маршрута — 366 км.

## Города, через которые проходит маршрут
Маршрут Е48 проходит через две европейские страны:
- Германия

-  Швайнфурт — Байройт
- B303 Байройт — Марктредвиц — Ширндинг (граница)

- Чехия:

- D6/6 Помези-над-Огржи (граница) — Хеб — Карловы Вары — Прага

Е48 пересекается с маршрутами
| - E51 - E49 - E442 - E55 |  | - E65 - E50 - E59 - E67 |

## Фотографии

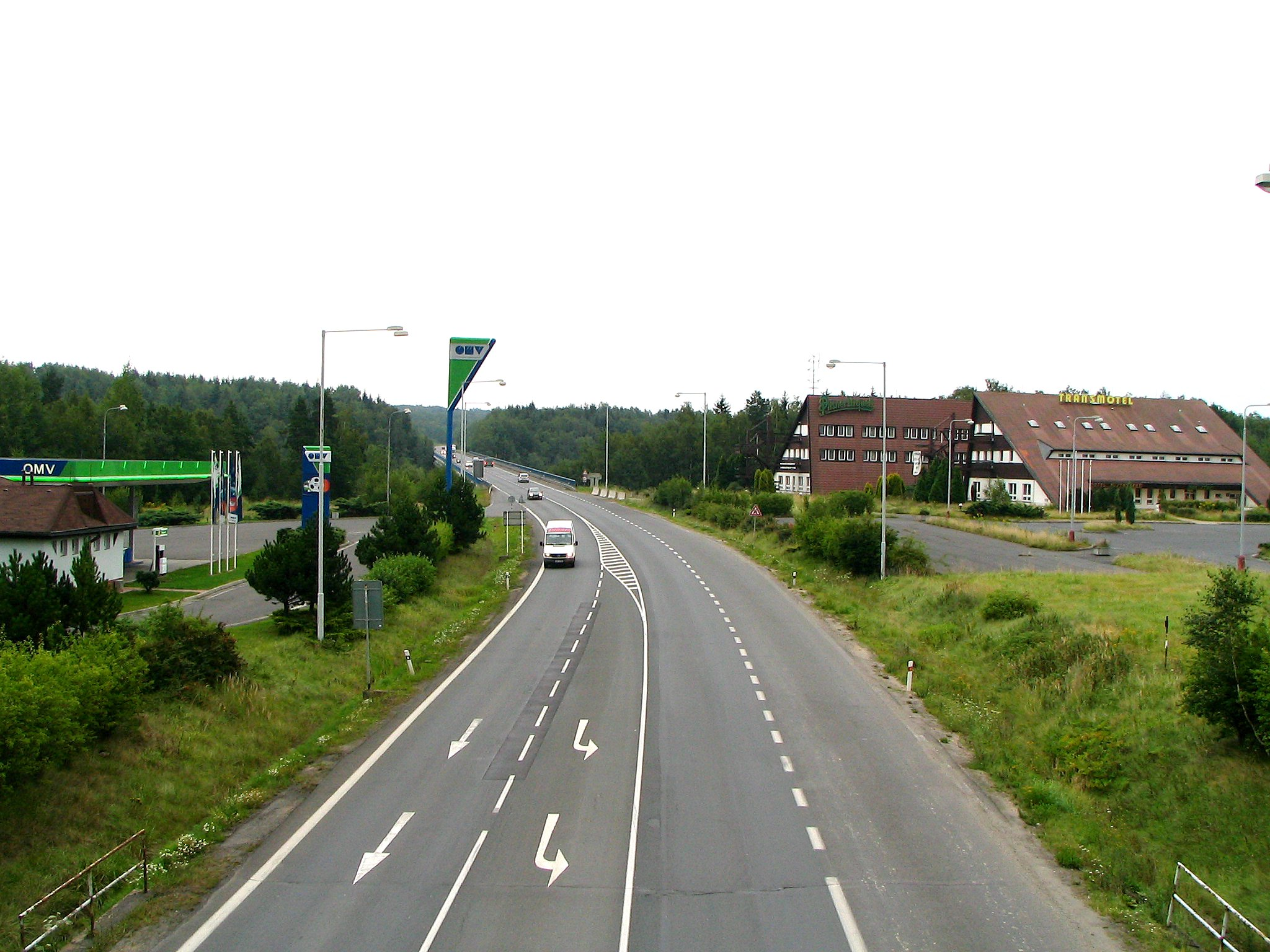
Е48 между Хебом и Карловы Вары, Чехия
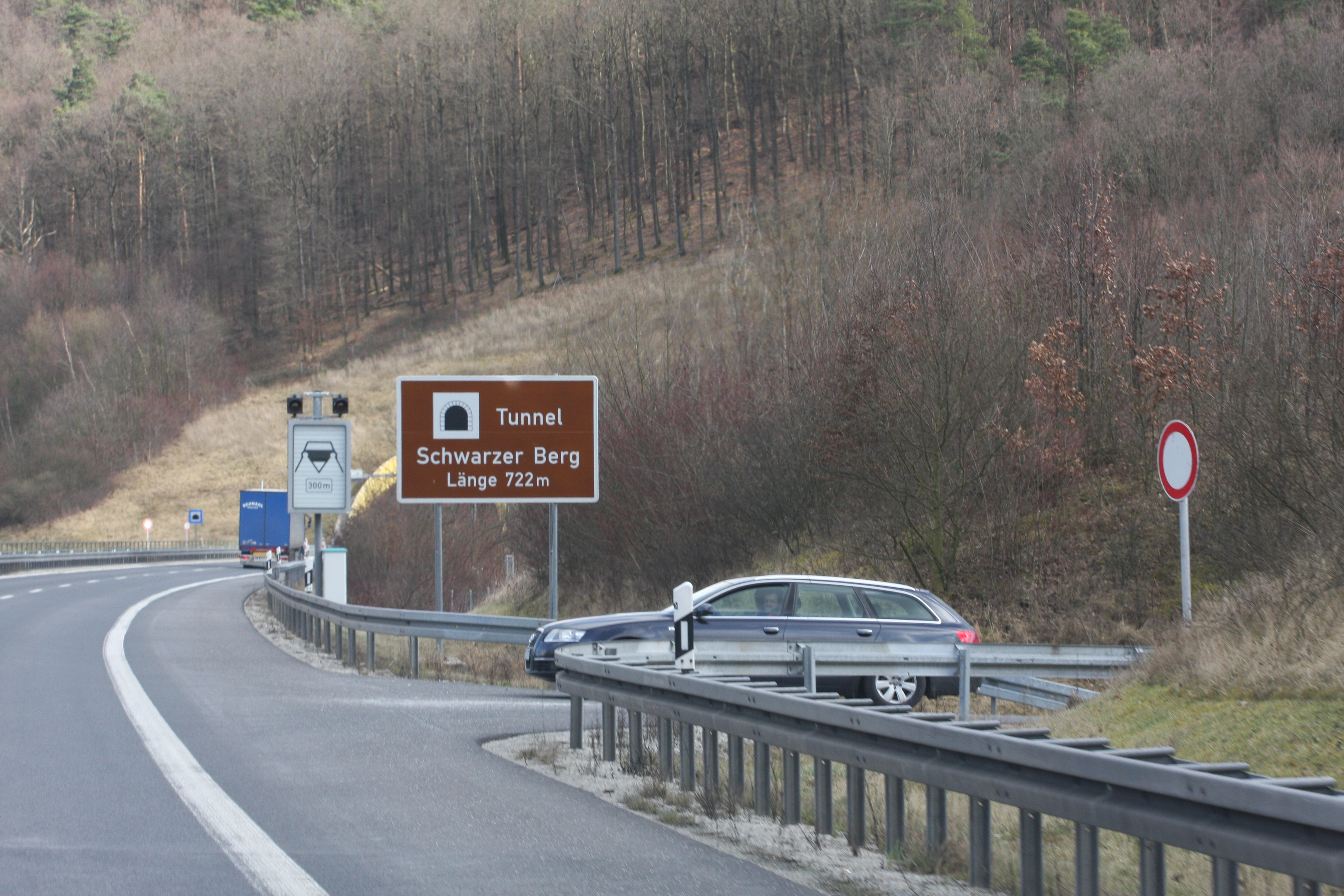
Е48 между Швайнфуртом и Байройтом, Германия
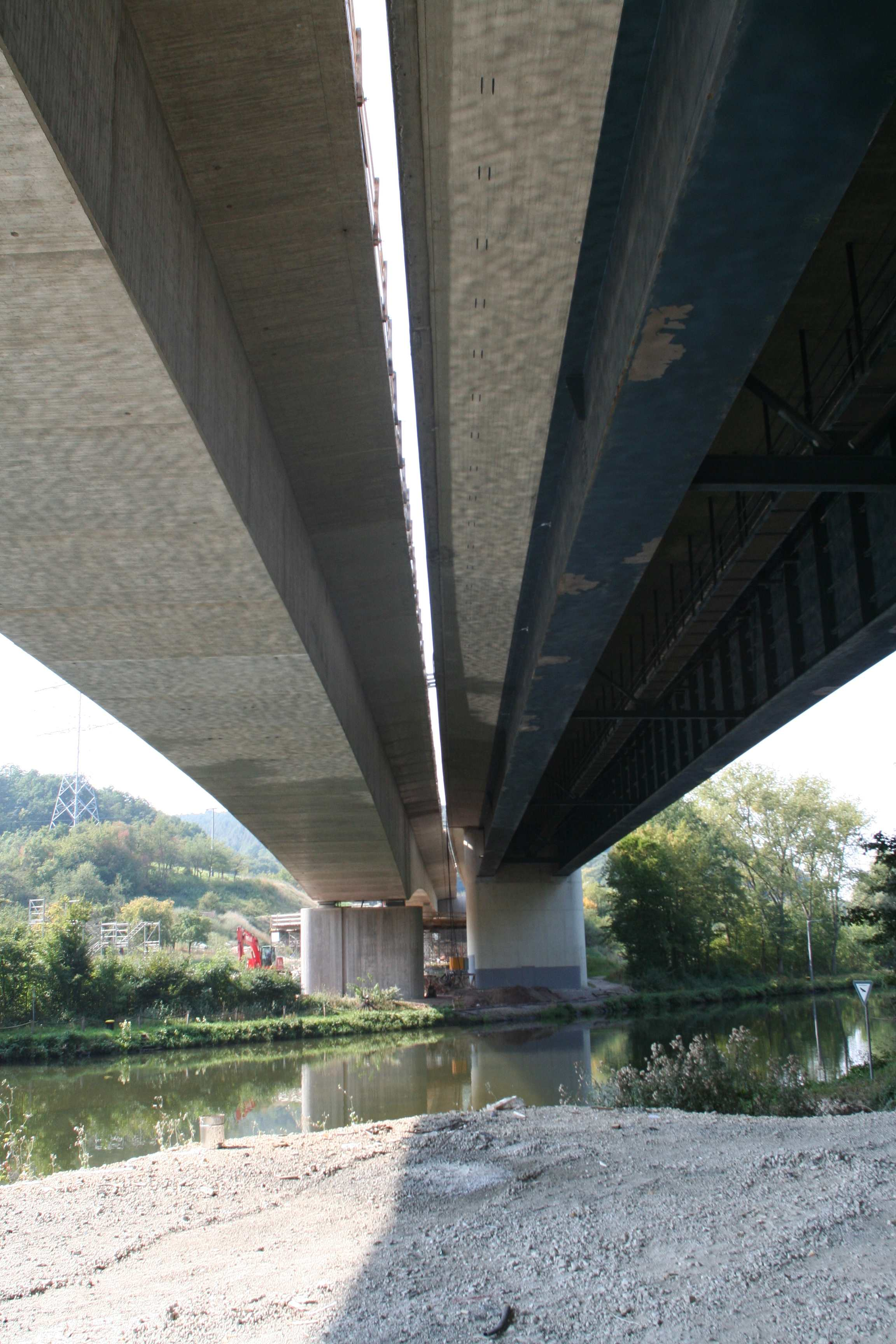
Мост к западу от Бамберга, Германия